# Campeonato Mundial de Esquí Nórdico de 1999
El XLIII Campeonato Mundial de Esquí Nórdico se celebró en la localidad alpina de Ramsau (Austria) entre el 19 y el 28 de febrero de 1999 bajo la organización de la Federación Internacional de Esquí (FIS) y la Federación Austriaca de Esquí.

## Esquí de fondo

### Masculino
| Evento                                | Oro                                                                                            | Plata                                                                               | Bronce                                                                             |
| ------------------------------------- | ---------------------------------------------------------------------------------------------- | ----------------------------------------------------------------------------------- | ---------------------------------------------------------------------------------- |
| 10 km EC (22.02)                      | Mika Myllylä · Finlandia · 24:19,2                                                             | Alois Stadlober · Austria · 24:34,7                                                 | Odd-Bjørn Hjelmeset · Noruega · 24:37,1                                            |
| 12,5 km + 12,5 km persecución (23.02) | Thomas Alsgaard · Noruega · 1:05:54,9                                                          | Mika Myllylä · Finlandia · 1:05:55,6                                                | Fulvio Valbusa · Italia · 1:06:17,6                                                |
| 30 km EL (19.02)                      | Mika Myllylä · Finlandia · 1:15:26,2                                                           | Thomas Alsgaard · Noruega · 1:16:01,5                                               | Bjørn Dæhlie · Noruega · 1:16:08,7                                                 |
| 50 km EC (28.02)                      | Mika Myllylä · Finlandia · 2:18:08,7                                                           | Andrus Veerpalu Estonia 2:18:40,5                                                   | Michail Botwinow · Austria · 2:19:52,3                                             |
| Relevo 4 × 10 km (26.02)              | Austria · Markus Gandler · Alois Stadlober · Michail Botwinow · Christian Hoffmann · 1:35:07,5 | Noruega · Espen Bjervig · Erling Jevne · Bjørn Dæhlie · Thomas Alsgaard · 1:35:07,7 | Italia · Giorgio Di Centa · Fabio Maj · Fulvio Valbusa · Silvio Fauner · 1:36:38,1 |

### Femenino
| Evento                              | Oro                                                                                  | Plata                                                                                            | Bronce                                                                           |
| ----------------------------------- | ------------------------------------------------------------------------------------ | ------------------------------------------------------------------------------------------------ | -------------------------------------------------------------------------------- |
| 5 km EC (22.02)                     | Bente Skari · Noruega · 12:49,8                                                      | Olga Danilova · Rusia · 13:02,5                                                                  | Kateřina Neumannová · República Checa · 13:07,0                                  |
| 7,5 km + 7,5 km persecución (23.02) | Stefania Belmondo · Italia · 42:27,9                                                 | Nina Gavryliuk · Rusia · 42:56,8                                                                 | Irina Taranenko · Ucrania · 43:02,3                                              |
| 15 km EL (19.02)                    | Stefania Belmondo · Italia · 38:49,0                                                 | Kristina Šmigun Estonia 39:19,4                                                                  | Maria Theurl · Austria · 39:43,5                                                 |
| 30 km EC (27.02)                    | Larisa Lazutina · Rusia · 1:29:19,9                                                  | Olga Danilova · Rusia · 1:30:53,9                                                                | Kristina Šmigun Estonia 1:31:14,6                                                |
| Relevo 4 × 5 km (26.02)             | Rusia · Olga Danilova · Larisa Lazutina · Anfisa Reztsova · Nina Gavryliuk · 53:05,9 | Italia · Sabina Valbusa · Gabriella Paruzzi · Antonella Confortola · Stefania Belmondo · 54:30,4 | Alemania · Viola Bauer · Ramona Roth · Evi Sachenbacher · Sigrid Wille · 55:13,7 |

## Salto en esquí
| Evento                              | Oro                                                                                  | Plata                                                                        | Bronce                                                                                               |
| ----------------------------------- | ------------------------------------------------------------------------------------ | ---------------------------------------------------------------------------- | --- |
| Trampolín normal individual (26.02) | Kazuyoshi Funaki Japón 255,0 pts.                                                    | Hideharu Miyahira Japón 253,5 pts.                                           | Masahiko Harada Japón 252,0 pts.                                                                     |
| Trampolín grande individual (21.02) | Martin Schmitt · Alemania · 263,4                                                    | Sven Hannawald · Alemania · 261,7                                            | Hideharu Miyahira Japón 258,8                                                                        |
| Trampolín grande por equipo (20.02) | Alemania · Sven Hannawald · Christof Duffner · Dieter Thoma · Martin Schmitt · 988,9 | Japón Noriaki Kasai Hideharu Miyahira Masahiko Harada Kazuyoshi Funaki 987,0 | Austria · Andreas Widhölzl · Martin Höllwarth · Reinhard Schwarzenberger · Stefan Horngacher · 905,5 |

## Combinada nórdica
| Evento                           | Oro                                                                          | Plata                                                                                    | Bronce                                                                            |
| -------------------------------- | ---------------------------------------------------------------------------- | ---------------------------------------------------------------------------------------- | --------------------------------------------------------------------------------- |
| TG + 7,5 km individual (27.02)   | Bjarte Engen Vik · Noruega · 0,0 pts.                                        | Mario Stecher · Austria · 30,2 pts.                                                      | Kenji Ogiwara Japón 31,0 pts.                                                     |
| TN + 15 km individual (20,02)    | Bjarte Engen Vik · Noruega · 0,0                                             | Samppa Lajunen · Finlandia · 34,5                                                        | Dmitri Sinitsyn · Rusia · 152,9                                                   |
| TN + 4 × 5 km por equipo (25.02) | Finlandia · Hannu Manninen · Tapio Nurmela · Jari Mantila · Samppa Lajunen · | Noruega · Fred Børre Lundberg · Trond Einar Elden · Bjarte Engen Vik · Kenneth Braaten · | Rusia · Nikolai Parfionov · Alexei Fadeyev · Valeri Stoliarov · Dmitri Sinitsyn · |

## Medallero
| Núm. | País            | Oro | Plata | Bronce | Total |
| ---- | --------------- | --- | ----- | ------ | ----- |
| 1    | Noruega         | 4   | 3     | 2      | 9     |
| 2    | Finlandia       | 4   | 2     | 0      | 6     |
| 3    | Rusia           | 2   | 3     | 2      | 7     |
| 4    | Italia          | 2   | 1     | 2      | 5     |
| 5    | Alemania        | 2   | 1     | 1      | 4     |
| 6    | Austria         | 1   | 2     | 3      | 6     |
| 6    | Japón           | 1   | 2     | 3      | 6     |
| 8    | Estonia         | 0   | 2     | 1      | 3     |
| 9    | República Checa | 0   | 0     | 1      | 1     |
| 9    | Ucrania         | 0   | 0     | 1      | 1     |
|      | TOTAL           | 16  | 16    | 16     | 48    |